# Lucas Van Vlierberghe
Lucas Robert Van Vlierberghe (Antwerpen, 7 maart 1995) is een Vlaams componist en dirigent.

## Biografie
Van Vlierberghe studeerde af aan het Koninklijk Conservatorium van Antwerpen in de compositieklas van Wim Henderickx en Bram Van Camp. Doorheen zijn opleiding kreeg hij onder meer les van Luc Van Hove en Alain Craens. Hij deed een deel van zijn Master aan de Estische Muziek- en Theateracademie, bij Helena Tulve en Tõnu Kõrvits. Hij studeerde koordirectie bij Luc Anthonis in Antwerpen en bij Hirvo Surva in Tallinn. Hij zong ook in het EMTA-Koor onder leiding van Tõnu Kaljuste.
Van Vlierberghe volgde masterclasses bij onder andere Pēteris Vasks, Thomas Adès, Toshio Hosokawa en Michael Pärt. Hij studeerde af aan de Kunsthumaniora van Antwerpen als cellist. De cello-docenten tijdens zijn studie waren: Aurélia Boven, Ann Van Hecke en Marian Minnen.
Vanaf 2003 was Van Vlierberghe zanger in het Antwerps Kathedraalkoor. In 2016 werd Van Vlierberghe benoemd tot assistent-dirigent van kapelmeester Sebastiaan Van Steenberge en organist/muzikaal directeur Peter Van De Velde in de Kathedraal van Antwerpen. Als assistent was hij de vaste repetitor van het koor en zong hij de vespers en missen in de kathedraal. Hierna richtte hij samen met een deel alumni van het kathedraalkoor zelf een kamerkoor op: Ex Cathedra, waar hij sinds 2020 de muzikale leiding heeft.
In 2022 richtte hij samen met cellist Shuya Tanaka Antwerp String Ensemble op. Binnen in dit strijkerscollectief is hij huiscomponist, dirigent en artistiek directeur. Hij was daarnaast ook componist voor Ensemble Résumée.

## Stijl
Van Vlierberghe componeert in verschillende stijlen. Hij vertrekt vaak vanuit een modaal of tonaal idee waar hij moderne elementen aan toevoegt. Deze visie op muziek kwam tot stand na zijn studie in Estland. Hij laat zich vooral inspireren door de muziek van Arvo Pärt, Pēteris Vasks, John Tavener en Henryk Górecki.

## Oeuvre

#### Orkest
- Mythology (2025)
- Funural Ritual, voor (S.A.T.B.) koor en orkest (2025)
- Lament for Icarus, voor piano en strijkers (2025)
- A Mass for Peace, voor (S.A.T.B.) koor en symfonisch orkest (2025)
- Lummus, voor symfonisch orkest, geschreven voor Neretva Ensemble (2024)
- Fighting Spirit, voor symfonisch orkest (2024)
- Forever, voor strijkorkest (2024)
- Tears, voor strijkorkest (2024)
- Nostalgia, voor piano en strijkers, opgedragen aan Geert Ott (2023)
- Elegy for Strings (2023)
- Aastaajad - Four Seasons (2023)
- Transcendence, voor kopers en strijkorkest (2023)
- Surma - Pain and Peace, voor symfonisch orkest, opgedragen aan Eladio Aguilar (2023)
- Adagio for Large String Orchestra (2023)
- Unistada, geschreven voor Antwerp String Ensemble, opgedragen aan Shuya Tanaka (2022)
- Agu - Dawn of the New World, geschreven voor Frascati Symphonic (2022)
- Vältima, voor viool solo en strijkorkest (2022)
- Igavesti, voor viool solo en strijkorkest, opgedragen aan Anneline Verlinden (2022)
- Contemplation, voor strijkorkest (2022)
- Ilma, voor strijkorkest (2022)
- Music for String Orchestra, geschreven voor Revelia String Ensemble (2021)
- Rändaja, geschreven voor The Harder, Better, Faster, Stronger Project (B-Classic 2021)
- Delirious, geschreven voor The Antwerp Symphony Orchestra (SOUNDMINE 2020)
- A Conversation with God, voor groot strijkorkest (2020)
- Music for Piano and String Orchestra (2020)
- Yin Yang, geschreven voor The Symfonietta Project, Estonian Academy for Music and Theatre (2019)

#### Ensemble
- La Notte Recomposed, voor viool solo, strijkers en klavecimbel (2024)
- La Notte Recomposed, voor fluit, strijkers en klavecimbel (2023)
- Müra, geschreven voor Ensemble XXI (2021)
- Infinite, geschreven voor Ensemble XXI (2019)
- A Tenebris in Lucem (2019)
- Music For Trombone Quartet And Percussion (2018)
- Suite Résumée, geschreven voor Ensemble Résumée (2016)

#### Solo
- Sutartines, voor beiaard (2020)
- Over the Horizon, voor piano (2020)
- Three Miniatures For English Horn, opgedragen aan Balder Dendievel (2018)
- Cello Suite 1, opgedragen aan Shuya Tanaka (2017-2023)
- 7 Petites Préludes pour le Piano (2017)

#### Kamermuziek
- Rituaal, voor 2 cello's (2023)
- Petite Balade, voor cello kwartet, opgedragen aan Richard Cameron-Wolfe (2023)
- Vältima, voor viool en orgel (2022)
- Bruits d'Éveil, voor saxofoonkwartet (2020)
- Aniara, voor alt en contrabas, geschreven voor The KCA Chamber Music Festival (2020)
- A Propos du Printemps, viool, contrabas en piano, in opdracht voor het Kamermuziekfestival, Koninklijk Conservatorium Antwerpen (2018)
- On Children, voor cello en stem, Tekst: Khalil Gibran (2017)

#### Koor
- Funural Ritual, voor (S.A.T.B.) koor en orkest (2025)
- Vredeslied, opgedragen aan Olenzea, voor gemengd koor (S.A.T.B.) a capella (2025)
- A Mass for Peace, voor gemengd koor (S.A.T.B.) en symfonisch orkest (2025)
- The Song is Ended (voor S.S.A.A.T.T.B.B.) a capella (2024)
- Requiem, voor gemengd koor (S.A.T.B.) en strijkorkest (2023)
- Spellbound, geschreven voor Ex Cathedra, gemengd koor (S.A.T.B.) en strijkkwartet (2022)
- Tenebrae Factae Sunt Recomposed, voor gemengd koor (S.A.T.B.) a capella (2020)
- Aurora, voor gemengd koor (S.A.T.B.) a capella. (2019)
- Phos Hilaron, voor mannenkoor (T.B.B.) en orgel, in opdracht van de Kathedraal van Antwerpen (2019)
- The man that hath no music in himself, op tekst van William Shakespeare, voor gemengd (S.A.T.B.) koor a capella. (2018)